# دنيس بورنس
دنيس بورنس (بالإنجليزية: Dennis Burns)‏ هو لاعب كرة قاعدة أمريكي، ولد في 24 مايو 1898 في تيف سيتي في الولايات المتحدة، وتوفي في 21 مايو 1969 في تلسا في الولايات المتحدة.

## وصلات خارجية
- دنيس بورنس على موقعبيزبول رفرنس.كوم (الدوري الرئيسي) (الإنجليزية)